# Roger Hanin
Roger Hanin, cuyo nombre real era Roger Jacob Lévy (Argel, 20 de octubre de 1925-París, 11 de febrero de 2015) fue un actor, director y escritor francés, de origen argelino. Fue conocido por el papel de Antoine Navarro, que interpretó en la serie Navarro de 1989 a 2006.

## Biografía
Roger nació en 1925, en Argelia, como Roger Lévy, de padres judíos. Su cuñado fue el político François Mitterrand (el fallecido presidente de Francia), cuya esposa Danielle, era la hermana de la esposa de Hanin, Christine Gouze-Rénal. 
Con Claude Chabrol, Hanin coescribió el guion de un par de películas de espías a mediados de la década 1960. Chabrol dirigió The Tiger (1964) y Our Agent Tiger (1965), ambos con Hanin en el papel protagonista de agente secreto «Le Tigre».
Hanin falleció el 11 de febrero de 2015, en París, a sus 89 años.

## Filmografía seleccionada
| Año  | Título                              | Rol                           | Director                |
| ---- | ----------------------------------- | ----------------------------- | ----------------------- |
| 1953 | La môme vert-de-gris                | Guardaespaldas                | Bernard Borderie        |
| 1955 | Les Hussards                        | Soldado                       | Alex Joffé              |
| 1957 | He Who Must Die                     | Pannagotaros                  | Jules Dassin            |
| 1957 | Escapade                            | Olivier                       | Ralph Habib             |
| 1958 | Tamango                             | First Mate Bebe               | John Berry              |
| 1958 | Le désordre et la nuit              | Simoni                        | Gilles Grangier         |
| 1959 | Du rififi chez les femmes           | Bicho                         | Alex Joffé              |
| 1959 | Breathless                          | Cal Zombach                   | Jean-Luc Godard         |
| 1959 | The Verdict                         |                               |                         |
| 1960 | Rocco and His Brothers              | Morini                        | Luchino Visconti        |
| 1961 | Le Miracle des loups                | Charles the Bold              | André Hunebelle         |
| 1962 | Les Ennemis                         | Capitán Jean de Lursac        | Édouard Molinaro        |
| 1962 | March on Rome                       | Capitán Paolinelli            | Dino Risi               |
| 1964 | Le Tigre aime la chair fraiche      | Louis Rapière, alias Le Tigre | Claude Chabrol          |
| 1964 | Marie-Chantal contre le docteur Kha | Bruno Kerrien                 | Claude Chabrol          |
| 1965 | Our Agent Tiger                     | Louis Rapière, alias Le Tigre | Claude Chabrol          |
| 1966 | The Brides of Fu Manchu             | Pierre Grimaldi               | Don Sharp               |
| 1967 | Da Berlino l'Apocalisse             | Saint Dominique               | Mario Maffei            |
| 1968 | They Came to Rob Las Vegas          | El jefe                       | Antonio Isasi-Isasmendi |
| 1982 | Le Grand Pardon                     | Raymond Bettoun               | Alexandre Arcady        |
| 1982 | Les Misérables                      | Tabernero                     | Robert Hossein          |
| 1992 | Day of Atonement                    | Raymond Bettoun               | Alexandre Arcady        |

Como productor
- Soleil (1997), con Marianne Sägebrecht.

## Algunas publicaciones

### Novelas
- L'ours en lambeaux, ed. Encre, 1983
- Le voyage d'Arsène, ed. Grasset, 1985
- Les gants blancs d'Alexandre, ed. Grasset 1994
- Les sanglots de la fête, ed. Grasset 1996
- L'hôtel de la Vieille Lune, ed. Grasset 1998
- Dentelles, ed. Grasset, 2000
- Lettre à un ami mystérieux, ed. Grasset, 2001
- Gustav, ed. Grasset, 2003
- L'Horizon, ed. Grasset, 2005
- Loin de Kharkov, ed. Grasset, 2007
- Carnet de survie, ed. Balland 2009

### Dramaturgia
- Une femme parfaite, ed. L'Avant-scène théâtre, 2004